# أثينا أميرة الدنمارك
أثينا أميرة الدنمارك (بالدنماركية: Prinsesse Athena Marguerite Françoise Marie til Danmark)‏ (24 يناير 2012) هي أصغر طفله والإبنه الوحيدة ليواكيم أمير الدنمارك والأميرة ماري أميرة الدنمارك.